# 고이만년
고이만년(古爾萬年, ?~?)은 백제 출신의 고구려 장수이다.

## 생애
백제에서 죄를 짓고 고구려로 망명했다. 475년에 고구려가 3만의 병력을 이끌고 백제를 공격했을 당시 고구려군 지휘관으로 참전해 백제의 수도 한성을 함락시키며 개로왕을 붙잡는 등의 공을 세웠다.